# Полуян, Владимир Николаевич
Владимир Николаевич Полуян (бел. Уладзімір Мікалаевіч Палуян; род. 1961, деревня Некрашевичи Кореличского района Гродненской области Белорусской ССР) — министр по налогам и сборам Республики Беларусь (2009—2014).

## Биография
Родился в 1961 году в деревне Некрашевичи (Кореличский район Гродненской области).
Окончил Белорусский государственный институт народного хозяйства им. В. В. Куйбышева (1988 год).
2006 год — окончил Академию управления при Президенте Республики Беларусь.
1982—1988 — работал фрезеровщиком, наладчиком, секретарем комитета комсомола (МТЗ).
1991—1994 — работал директором (предприятие «Тимэн», Минск).
1994—1997 — ведущий специалист, главный эксперт в Контрольной палате Беларуси.
1997—2002 — главный специалист, начальник управления, замначальника (главное управление Комитета госконтроля).
2002—2004 — начальник инспекции Министерства по налогам и сборам по Октябрьскому району г. Минска.
В 2004—2009 годах — первый заместитель министра по налогам и сборам Республики Беларусь.
В 2009—2014 годах — министр по налогам и сборам Республики Беларусь.
Председатель профсоюзной организации «Евроопт».

## Санкции ЕС
10 октября 2011 года был внесён в «Чёрный список ЕС». Министр по налогам и сборам решением Совета Европейского союза от 15 октября 2012 года был признан ответственным за деятельность налоговых органов, которые поддержали уголовное дело против правозащитника Алеся Беляцкого, используя предлог в виде неуплаты налогов.